# Islas Paracel
Las islas Paracel, islas Paracels o islas Paracelso (en chino: 西沙群島/ en pinyin: Xīshā Qúndǎo; vietnamita: Quần đảo Hoàng Sa/ 群島黃沙), son un grupo de islas y arrecifes en el mar de China Meridional. Son parte de las islas del mar de la China Meridional, aproximadamente a un tercio de la distancia desde Vietnam central al norte de Filipinas. La Islas son administradas por China pero su soberanía se la disputan Vietnam, China y Taiwán (como República de China).

## Geografía

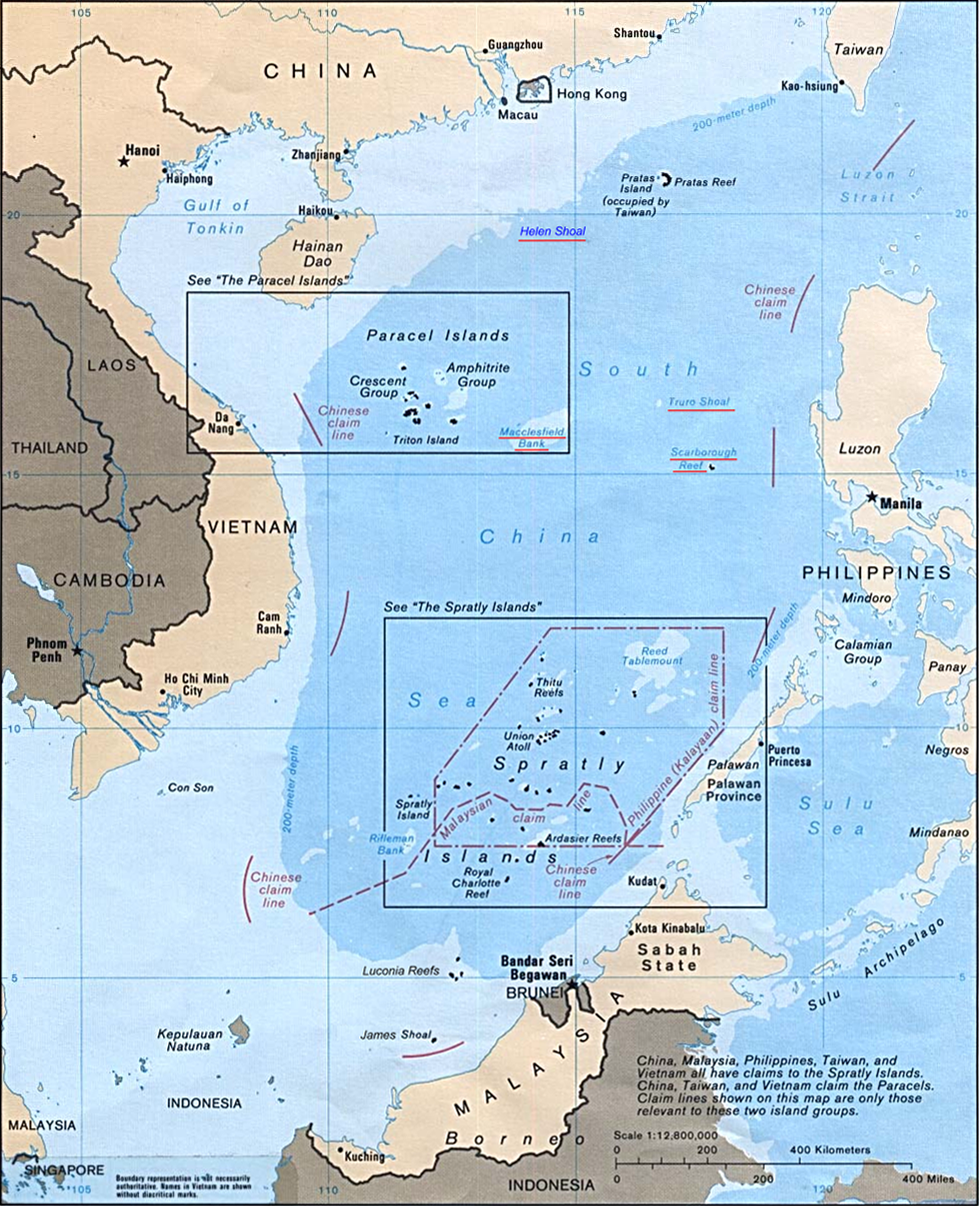
Posición relativa de las islas en el mar de China Meridional.

Las islas poseen un superficie terrestre total de apenas 7,75 kilómetros cuadrados distribuida en un área marina de unos 15 000 km².
- Nombre: En el siglo XVI los portugueses bautizaron el archipiélago como Ilhas do Pracel.
- Localización geográfica: 16°40′N 112°20′E / 16.667, 112.333[4]
- Costa: 518 km
- Clima: tropical
- Extremos geográficos:
  - punto más bajo: Mar del Sur de China, 0 m
  - punto más alto: punto sin nombre en Isla Rocky, 14 m
- Recursos naturales: están rodeadas de zonas de pesca y de potenciales reservas de petróleo y gas natural.
- Peligros naturales: tifones

### Grupo de Anfítritas

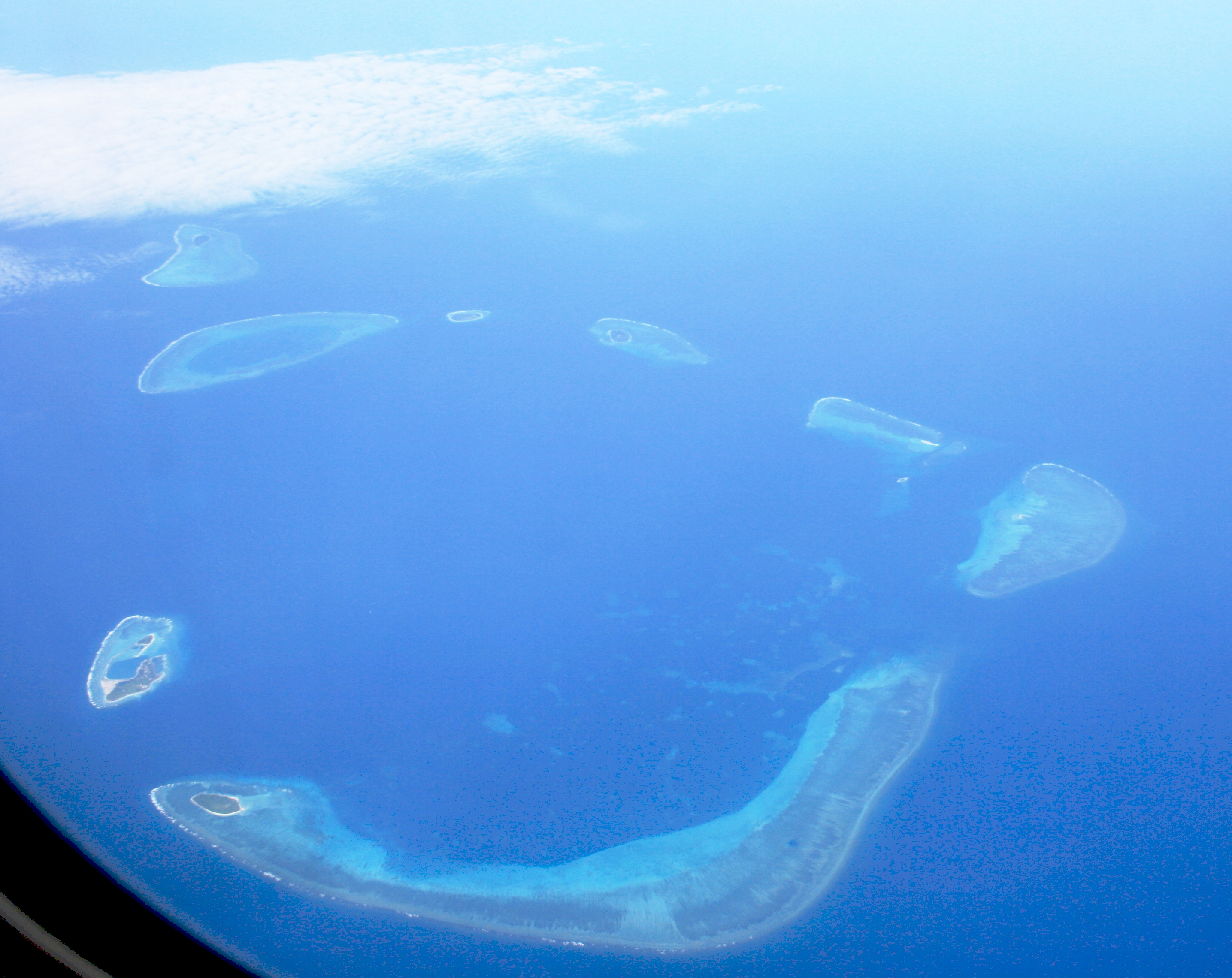
Grupo de la Media Luna

El grupo de las Anfítritas debe su nombre a la fragata francesa Amphitrite, que observó las islas mientras llevaba una misión jesuita a Cantón en 1698-1700.
Situado al noreste de las islas Paracel, a 16°53′N 112°17′E, el grupo está formado por islas bajas y estrechas con cayos de arena y lagunas cerradas y poco profundas conectadas por arrecifes de roca. Se encuentra a unos 37 km (23 mi) al noroeste de la isla Lincoln. El grupo forma aproximadamente una elipse con un eje norte-sur de 22 km (14 mi).
La sección septentrional del grupo comprende West Sand, la isla del Árbol y el subgrupo Qilian Yu (Las "Siete Hermanas": Isla del Norte, Isla del Medio, Isla del Sur, Arena del Norte, Arena del Medio, Arena del Sur y dos pequeñas "arenas"). El centro del grupo está formado por la isla Woody y la isla Rocky, a unos 5 km (3 mi) al sur del extremo oriental de la sección norte. La esquina suroeste del grupo está ocupada por el Banco Iltis.
La isla más grande de las Paracel, la isla Woody (que tiene una superficie de 213 ha), cuenta con más de 1000 residentes entre pescadores y sus familias, personal militar y administradores civiles.

### Grupo de la Media Luna
Situado a unos 70 km (43 mi) al suroeste del grupo de Anfitrite, a 16,5°N 111,7°E, el grupo de la Media Luna consta de islas y arrecifes que forman una estructura en forma de media luna de oeste a este, encerrando una profunda laguna central. El grupo mide 31 por 15 km de este a oeste y de norte a sur. Todas las islas del grupo tienen vegetación, excepto en sus pequeños cayos.
Las islas llevan el nombre de antiguas personalidades de la Compañía Británica de las Indias Orientales (EIC). Tres de ellos eran miembros del "Comité Selecto" de la EIC en Cantón: James Drummond, Thomas Pattle y John William Roberts. Jonathan Duncan era Gobernador en Consejo de Bombay, y William Taylor Money era Superintendente de la Marina de Bombay.
La isla de Money se encuentra en el extremo suroeste del grupo, y tiene algunos pequeños cayos en el lado sur. El nombre chino de Money Island, Jin Yin Dao, es simplemente la traducción del nombre inglés.
El Arrecife del Antílope, sumergido durante la marea alta y con una laguna central, se encuentra a 2,4 km al este de la Isla del Dinero.
Al noreste de ésta se encuentran la Isla Robert (también llamada Isla Redonda) y la Isla Pattle, separadas entre sí por un canal profundo de 3,5 km de ancho. En la isla Pattle se construyó una estación meteorológica (por los franceses) en 1932, y un faro y una estación de radio en 1937.
Al noreste de ésta se encuentra Quanfu Dao ("Isla de todas las riquezas").
El Banco de Observación, también llamado Islote de la Plata, y el Islote de la Plata Menor, son los más septentrionales del grupo y contienen un pequeño cayo.
Justo al sur de ellos se encuentran Yagong Dao (Pato He) y Xianshe Yu (Cabaña Salada).
En el lado oriental del grupo se encuentra un arrecife en forma de boomerang de 12 km de largo, con el islote Stone en su extremo norte y la isla Drummond en el sur.
Las islas Duncan (16°27′N 111°43′E), formadas por la isla Duncan y la isla Palm, se encuentran a unos 3 km (2 mi) al oeste de la isla Drummond y a unos 8 km (5 mi) al este del arrecife Antelope. Kuangzai Shazhou (Pequeña Canasta) se encuentra a mitad de camino entre la isla Palm y el Arrecife Antílope.

## Infraestructuras y recursos naturales

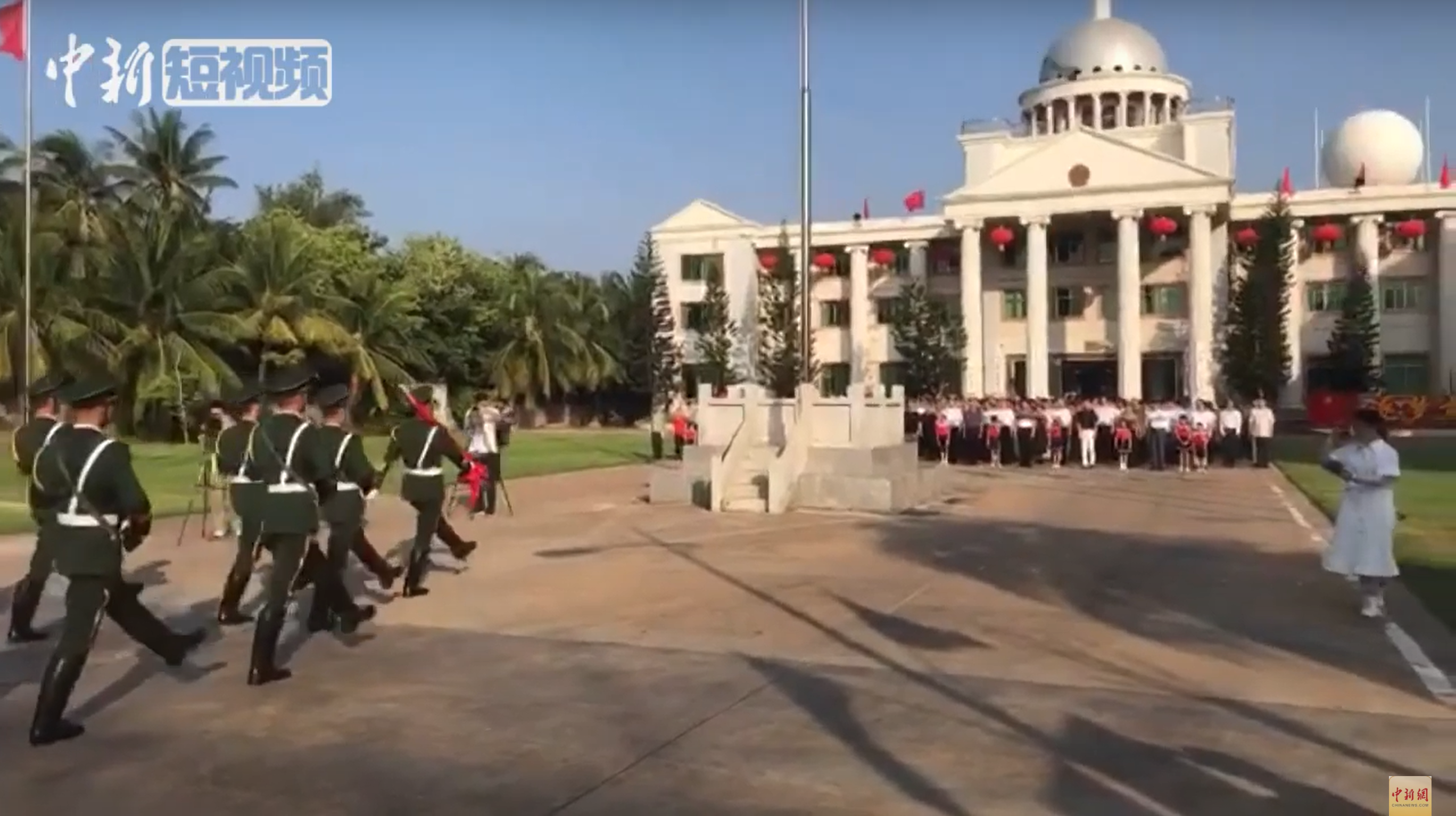
El ejército Chino en la Isla Woody

La República Popular China está invirtiendo millones en infraestructuras y desarrollo para apoyar sus reclamaciones territoriales sobre el archipiélago, y como resultado ha habido, y sigue habiendo, mucha actividad de construcción. En los últimos años, la isla Woody se ha dotado de un aeropuerto mejorado, un puerto marítimo mejorado y un ayuntamiento. En la isla Woody hay una oficina de correos, un hospital y una escuela.

### Agua dulce
El suministro de agua dulce en las islas es limitado. En 2012, se informó de que China (RPC) planeaba construir una planta de desalinización con energía solar en las islas. En 2016, se informó de la activación de la primera planta desalinizadora. Esto reduce la dependencia de los ocupantes del suministro de agua que llega en barriles por barco.

### Electricidad
Existen instalaciones de energía eólica y solar, pero la mayor parte de la electricidad se suministra con generadores diésel. Esto llevó a que el gobierno chino considerara la posibilidad de utilizar centrales nucleares flotantes. En octubre de 2020 se informó de la instalación de un generador experimental de energía de las olas frente a la isla de Woody.

### Comunicaciones
El código postal chino de la isla es 572000, y el código de área telefónica es +86 (898). Hay recepción de teléfonos móviles en la isla.

### Transporte
En la isla Woody hay un aeropuerto con una pista de 2400 metros de longitud, que puede soportar despegues y aterrizajes de Boeing-737 o aviones de tamaño similar. Los servicios de vuelo operan en la ruta Haikou - Xisha. Hay tres carreteras principales en la isla Woody, así como una calzada de cemento de 800 metros de largo que conecta la isla Woody con la isla Rocky. En la isla Duncan se han construido amplias instalaciones portuarias.

### Ecología y turismo
Los rasgos geográficos y ecológicos de las islas Paracel se comparan a menudo con las "Maldivas de China", sin embargo, los polémicos conflictos entre la conservación del medio ambiente y las actividades humanas, incluidas las operaciones militares, los desarrollos y el turismo en las islas Paracel, se han convertido en preocupaciones públicas en los últimos años. El ecosistema local incluye peces en peligro de extinción como el tiburón ballena, aves oceánicas, mamíferos marinos (al menos históricamente) como la ballena azul, el rorcual común y el delfín blanco chino, y especies de reptiles marinos como las tortugas verdes, las tortugas carey y las tortugas laúd, que están en peligro crítico; sin embargo, se ha documentado un daño directo al ecosistema por parte de grupos militares y turistas. Se están llevando a cabo acciones gubernamentales para poner fin al turismo ilegal.
Las islas están abiertas a los turistas desde 1997. Los turistas chinos pueden tomar un ferry de 20 horas para llegar a las islas, pagando hasta 2.000 dólares por un crucero de 5 días, y se colocan en una larga lista de espera antes de ser aceptados. El artículo de la BBC afirma que "el turismo chino tiene fuertes implicaciones políticas, ya que Pekín utiliza a los turistas chinos como "soldados de a pie de China" para promover las reivindicaciones territoriales de China en la zona". El vídeo también afirma que "se considera improbable que Vietnam envíe buques militares para detenerlos".
En la isla de Woody hay dos museos: un museo naval y un museo marítimo. En abril de 2012, el vicealcalde y funcionarios del gobierno municipal de Haikou hicieron varios anuncios sobre el desarrollo de nuevas instalaciones de atraque y hoteles dentro del grupo Crescent, concretamente en las islas Duncan y Drummond[50]. Se citó la promoción del sistema de arrecifes naturalmente vírgenes como motor del nuevo potencial turístico, ya que otros arrecifes de este tipo, como la Gran Barrera de Coral de Australia, están ahora en peligro de extinción debido a las actividades humanas. Sin embargo, según The China Post, esto fue negado por un funcionario del gobierno de la RPC en abril de 2012, debido a las sensibilidades que rodean a las islas.

## Conflicto entre China y Vietnam
Antes de 1932, las islas Paracel aparecían en los mapas de China de la dinastía Qing y la República de China, además de en mapas vietnamitas de la dinastía Nguyen. Ese año la Indochina francesa se anexiona las islas, estableciendo una estación meteorológica en la Isla Pattle. En 1939 Japón invade y ocupa las islas. Tras la derrota de Japón en la Segunda Guerra Mundial, la Declaración de El Cairo y la Declaración de Potsdam conceden el control de las islas a la República de China. Tras la retirada francesa en 1956, Vietnam del Sur sustituye a Francia como reclamante de la soberanía en las islas. En 1974 tropas de la República Popular de China ocupan las islas Paracel derrotando a una guarnición sudvietnamita en la batalla de Hoang Sa. Las islas son reclamadas por la República de China (Taiwán) y por la República Socialista de Vietnam. Junto a las Spratly, China considera las islas Paracel como parte de la provincia de Hainan. En 1997, China anunció que pensaba abrir las islas al turismo, construyendo a continuación sendos puertos en la isla Woody y en la isla Duncan, además de un aeropuerto.[cita requerida]

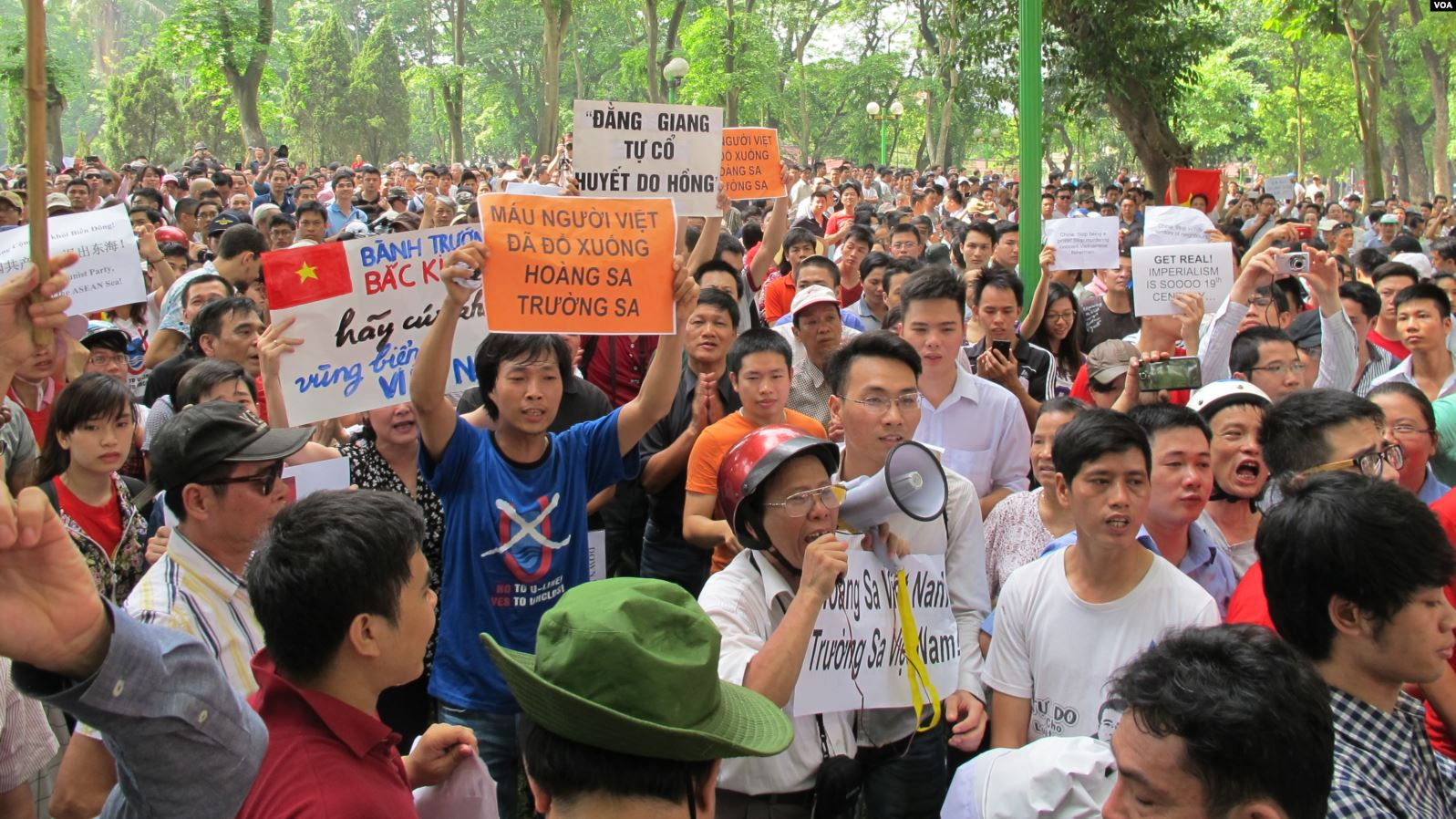
Protestas antichinas en Hanói (mayo de 2014).

En mayo de 2014 se produjo un estallido de violencia antichina en Vietnam —hubo varios muertos y centenares de heridos— provocado por la instalación por parte de la empresa estatal china CNOOC de una plataforma petrolera en las aguas de las islas, objeto de disputa entre los dos países. Las autoridades chinas respondieron reafirmando su soberanía y asegurando que «la plataforma seguirá funcionando». El diario semioficial chino Global Times llegó a amenazar con el uso de la fuerza para poner fin a lo que calificaba de «provocación de Vietnam» ya que «si China no muestra su potencia, su determinación en defender la integridad territorial será al final subestimada». Por su parte el primer ministro vietnamita Nguyen Tan Dung y el presidente de la República Truong Tan Sang animaron a sus compatriotas a acudir pacíficamente a las manifestaciones en defensa «de la sagrada soberanía del país» que se habían convocado para los días siguientes. En previsión de que se produjeran nuevos incidentes violentos, varias empresas multinacionales cerraron temporalmente sus instalaciones.